# 猩空漫游
《猩空漫游》（英語：Race to Space）是一部2001年上映的剧情片。此片与美国国家航空航天局和美国空军合作拍摄于卡纳维拉尔角和可可比奇以及爱德华兹空军基地。

## 剧情
电影将1960年代美国和苏联的太空竞赛设定为故事背景。
威廉·冯·休博博士(詹姆斯·伍兹饰演)，一名国家航空航天局的顶级科学家，与他的12岁儿子比利(亚历克斯·D·林兹饰演)为美国的航天事业搬家到卡纳维拉尔角。他们的父子关系因近期比利母亲的去世而变得紧张，并且父子间的隔阂越来越明显。
比利认为他的父亲思想老套并且无趣。他想要有个不同寻常的人生：成为像艾伦·谢泼德(Mark Moses饰演)一样的太空英雄。
不过，此时比利的生活有了如其所愿的转机，因为它被兽医指导员Donni McGuinness 博士（Annabeth Gish饰演）聘用以帮助训练黑猩猩完成NASA的航天任务。比利开始与一只名叫麦克的黑猩猩建立亲近的感情。在比利的帮助和陪伴下，麦克被选中成为美国的第一名宇航员。
正当一切看起来进展顺利时，比利发现在人们为将他的新朋友送到数百英里外的太空轨道的历史性任务做准备时，也在国家航空航天局的拉尔夫·斯坦顿(William Atherton饰演)打算破坏计划。使得这个带领美国赢得太空竞赛的探索宇宙的任务很可能会使麦克付出生命的代价。